# Euchone tuberculosa
Euchone tuberculosa är en ringmaskart som först beskrevs av Henrik Nikolai Krøyer 1856.  Euchone tuberculosa ingår i släktet Euchone och familjen Sabellidae. Inga underarter finns listade i Catalogue of Life.